# Iberina
Genre
Iberina est un genre d'araignées aranéomorphes de la famille des Hahniidae.

## Distribution
Les espèces de ce genre se rencontrent en écozone paléarctique.

## Liste des espèces
Selon World Spider Catalog (version 24.5, 26/11/2023) :
- Iberina candida (Simon, 1875)
- Iberina difficilis (Harm, 1966)
- Iberina harmae Wunderlich, 2023
- Iberina mazarredoi Simon, 1881
- Iberina microphthalma (Snazell & Duffey, 1980)
- Iberina montana (Blackwall, 1841)

## Systématique et taxinomie
Ce genre a été décrit par Simon en 1881.

## Publication originale
- Simon, 1881 : « Arachnides nouveaux ou peu connus des provinces basques. » Anales de la Sociedad Española de Historia Natural, vol. 10, p. 127-132 (texte intégral).